# Березятский сельсовет
Березятский сельсовет — сельское поселение в Тоншаевском районе Нижегородской области.
Административный центр — деревня Березята.

## История
Статус и границы сельского поселения установлены Законом Нижегородской области от 15 июня 2004 года № 60-З «О наделении муниципальных образований — городов, рабочих посёлков и сельсоветов Нижегородской области статусом городского, сельского поселения».

## Население
| 2002 | 2010 | 2012 | 2013 | 2014 | 2015 | 2016 |
| ---- | ---- | ---- | ---- | ---- | ---- | ---- |
| 648  | ↘568 | ↘544 | ↘528 | ↘524 | ↘514 | ↘497 |
| 2017 | 2018 | 2019 | 2020 |      |      |      |
| ↘494 | ↘483 | ↘471 | ↘447 |      |      |      |

## Состав сельского поселения
| № | Населённый пункт | Тип населённого пункта          | Население |
| - | ---------------- | ------------------------------- | --------- |
| 1 | Березята         | деревня, административный центр | ↘97       |
| 2 | Воскресенское    | деревня                         | →42       |
| 3 | Гагаринское      | деревня                         | ↘206      |
| 4 | Малокаменское    | деревня                         | ↘75       |
| 5 | Малый Лом        | деревня                         | ↘94       |
| 6 | Матвеевское      | деревня                         | ↗46       |
| 7 | Трёхречье        | деревня                         | ↗7        |
| 8 | Чёрный Курнуж    | деревня                         | ↘1        |